# 小行星1138
小行星1138（1138 Attica）是一颗绕太阳运转的小行星，为主小行星带小行星。该小行星于1929年11月22日发现。
該小行星以希臘歷史地區阿提卡命名。

## 轨道参数
小行星1138的轨道半长轴为3.1476164 UA，离心率为0.069。